# Earl Hines
Earl Kenneth "Fatha" Hines, född 28 december 1903 i Duquesne, Allegheny County, Pennsylvania, död 22 april 1983 i Oakland, Kalifornien, var en amerikansk jazzmusiker (pianist) och orkesterledare.

## Biografi
Earl Hines föddes i en musikalisk familj: hans far spelade kornett, hans mor orgel och hans syster piano. Earl Hines började själv, liksom fadern, som kornettist men övergick vid nio års ålder till piano. Efter high school började han arbeta professionellt med lokala orkestrar i Pittsburgh innan han flyttade till Chicago. Här lärde Hines känna Louis Armstrong, med vilken han skulle ha ett mycket fruktbart samarbete under 1920-talets senare del. Hines dirigerade Armstrongs band på Sunset Cafe 1927, medverkade från 1928 på de klassiska inspelningarna med Armstrongs "Hot Five"/"Savoy Ballroom Five" och drev också tillsammans med Armstrong och trumslagaren Zutty Singleton under en kortare tid en egen nattklubb på Warwick Hall. En berömd inspelning från denna tid är piano- och trumpetduetten Weather Bird (Okeh 41454).
Parallellt med samarbetet med Armstrong spelade Hines 1927-28 med Jimmie Noones orkester på Apex Club och gjorde skivinspelningar som solopianist för bland annat Okeh.
Från december 1928 ledde Hines egen orkester på Grand Terrace i Chicago, och turnerade även, bland annat till New York. 1940 upplöste han orkestern och drev i stället en egen klubb innan han åter samlade ett storband för engagemang i Kalifornien. Han fortsatte att leda egna orkestrar fram till 1947, men hoppade också tillfälligt in som ledare för Duke Ellingtons orkester våren 1944 när Ellington själv var borta på grund av sjukdom.
1948-51 återförenades Hines med Louis Armstrong som medlem av dennes "All Stars" samt ledde därefter en egen sextett i främst San Francisco. 1957 turnerade han och Jack Teagarden med en gemensam orkester i Europa, och skulle senare göra flera ytterligare turnéer till denna världsdel samt även till Asien och Australien. Annars uppehöll han sig under dessa år mest i Kalifornien där han framträdde både med kvartett och som solopianist. Han var musikaliskt verksam ända fram till helgen före sin död.
Musikaliskt är Hines känd som den förste dokumenterade pianisten att spela i så kallad "single note-teknik" eller "trumpetstil", där högerhanden improviserar på ett sätt som påminner om ett blåsinstrument.